# X Factor Kazakstan
X Factor är den kazakiska versionen av TV-programmet The X Factor. Två säsonger av programmet har avklarats år 2011 och 2012. En tredje säsong förväntas år 2013.

## Vinnare
- Säsong 1: Daria Gabdull
- Säsong 2: Andrey Tikhonov
- Säsong 3: Evgeniya Barysheva
- Säsong 4: Kairat Kapanov
- Säsong 5: Evgeniy Vyblov
- Säsong 6: Astana Kargabay
- Säsong 7: Dilnura Birzhanova
- Säsong 8: Bro